# Atos (empresa)
Atos SE é uma companhia francesa de serviços de TI, a empresa é sediada em Bezons, França. Possui cerca de 120.000 funcionários, em 73 países.
Ela providencia consultas e serviços dirigidos a sistemas de integração, em serviços transacionais hi-tech, nuvem e serviços de cyber-segurança. Atos opera sob os nomes: Atos, Atos Consulting, Atos Worldgrid, Bull, Canopy, Unify e Worldline.